# Neoxyphinus
Genre
Synonymes
- Decuana Dumitrescu & Georgescu, 1987
- Hawkeswoodoonops Makhan & Ezzatpanah, 2011

Neoxyphinus est un genre d'araignées aranéomorphes de la famille des Oonopidae.

## Distribution
Les espèces de ce genre se rencontrent en Amérique du Sud et aux Antilles.

## Liste des espèces
Selon World Spider Catalog (version 18.0, 06/05/2017) :
- Neoxyphinus almerim Feitosa & Bonaldo, 2017
- Neoxyphinus amazonicus Moss & Feitosa, 2016
- Neoxyphinus axe Abrahim & Brescovit, 2012
- Neoxyphinus barreirosi Abrahim & Bonaldo, 2012
- Neoxyphinus belterra Feitosa & Ruiz, 2017
- Neoxyphinus beni Moss & Feitosa, 2016
- Neoxyphinus boibumba Abrahim & Rheims, 2012
- Neoxyphinus cachimbo Feitosa & Moss, 2017
- Neoxyphinus cantareira Feitosa & Ruiz, 2017
- Neoxyphinus capiranga Feitosa & Moss, 2017
- Neoxyphinus caprichoso Feitosa & Ruiz, 2017
- Neoxyphinus carigoblin Feitosa & Moss, 2017
- Neoxyphinus cavus Feitosa & Bonaldo, 2017
- Neoxyphinus caxiuana Feitosa & Moss, 2017
- Neoxyphinus celluliticus Feitosa & Ruiz, 2017
- Neoxyphinus coari Feitosa & Moss, 2017
- Neoxyphinus coca Moss & Feitosa, 2016
- Neoxyphinus crasto Feitosa & Moss, 2017
- Neoxyphinus ducke Feitosa & Ruiz, 2017
- Neoxyphinus furtivus (Chickering, 1968)
- Neoxyphinus garantido Feitosa & Ruiz, 2017
- Neoxyphinus gregoblin Abrahim & Santos, 2012
- Neoxyphinus hispidus (Dumitrescu & Georgescu, 1987)
- Neoxyphinus inca Moss & Ruiz, 2016
- Neoxyphinus jacareacanga Feitosa & Ruiz, 2017
- Neoxyphinus keyserlingi (Simon, 1907)
- Neoxyphinus macuna Moss & Ruiz, 2016
- Neoxyphinus meurei Feitosa & Bonaldo, 2017
- Neoxyphinus murici Feitosa & Bonaldo, 2017
- Neoxyphinus mutum Feitosa & Moss, 2017
- Neoxyphinus novalima Feitosa & Ruiz, 2017
- Neoxyphinus ornithogoblin Feitosa & Bonaldo, 2017
- Neoxyphinus paraiba Feitosa & Moss, 2017
- Neoxyphinus paraty Feitosa & Ruiz, 2017
- Neoxyphinus petrogoblin Abrahim & Ott, 2012
- Neoxyphinus pure Moss & Bonaldo, 2016
- Neoxyphinus rio Feitosa & Bonaldo, 2017
- Neoxyphinus saarineni Moss & Bonaldo, 2016
- Neoxyphinus sax Feitosa & Bonaldo, 2017
- Neoxyphinus simsinho Feitosa & Bonaldo, 2017
- Neoxyphinus stigmatus Feitosa & Bonaldo, 2017
- Neoxyphinus termitophilus (Bristowe, 1938)
- Neoxyphinus trujillo Moss & Bonaldo, 2016
- Neoxyphinus tucuma Feitosa & Moss, 2017
- Neoxyphinus tuparro Moss & Ruiz, 2016
- Neoxyphinus xyphinoides (Chamberlin & Ivie, 1942)
- Neoxyphinus yacambu Moss & Feitosa, 2016
- Neoxyphinus yekuana Moss & Feitosa, 2016

## Publication originale
- Birabén, 1953 : Neoxyphinus. Nuevo género de arañas de la familia Oonopidae. Physis, vol. 20, p. 453-458.